# Георги Саракинов
 Тази статия е за революционерът от ВМОРО.  За специалиста по авторско право вижте Георги Саракинов (юрист).  
Георги Гоцев (Гацев) Саракинов с псевдоним Видю е български революционер, деец на Вътрешната македоно-одринска революционна организация.

## Биография
Саракинов е роден през 1887 година във воденското село Саракиново, тогава в Османската империя, днес в Гърция, но живее във Воден. Син е на лидера на Воденската българска община Гацо Саракинче и правнук на Ангел Гацо от българския род Саракинови. В 1902 година завършва с първия випуск търговските курсове на Солунската българска мъжка гимназия. Между 1903 и 1905 година следва в висше търговско училище в Лайпциг. От 1905 до 1911 година работи като български учител в Солунската мъжка гимназия. Член е на Солунския околийски комитет на ВМОРО. След Младотурската революция в 1908 година е сред основателите на Съюза на българските конституционни клубове.
След Междусъюзническата война се установява в Бургас, където 25 години работи за американската компания „Стандарт ойл“. По време на Първата световна война моли Тодор Александров да бъде зачислен в Единадесета македонска дивизия. След войните за национално обединение се установява в България и работи в представителството в София на американската компания „Сакони Вакуум“ до 1943 година.
Към 1941 година е подпредседател на Воденското благотворително братство в София.
През май 1941 година Георги Саракинов заедно с Андон Калчев, Васил Стумбов, Спиро Василев и Тома Бакрачев основават Македонобългарски комитет в Лерин, Костур и Воден, който действа за присъединяването им към България. Изгонен е заради конфликт с германските окупационни власти.
След Деветосептемврийския преврат от 1944 година подписва Апела към македонците в България и участва в дейността на Съюза на македонските емигрантски организации в България. Умира през 1971 година в София. Оставя спомени и автобиография.